# Distretto di Bo Phloi
Il distretto di Bo Phloi (in thailandese: บ่อพลอย) è un distretto (amphoe) della Thailandia, situato nella provincia di Kanchanaburi.